# بيردستاون
بيردستاون (إلينوي) (بالإنجليزية: Beardstown, Illinois)‏ هي مدينة تقع في الولايات المتحدة في إلينوي. يقدر عدد سكانها بـ 6,123 نسمة حسب تعداد الولايات المتحدة لعام 2010.

## التركيبة السكانية
حدّد مكتب تعداد الولايات المتحدة بيانات التركيبة السكانية لبيردستاون في تعداد الولايات المتحدة. في ما يلي، التركيبة السكانية حسب تعدادي 2000 و2010.

### تعداد عام 2000
بلغ عدد سكان بيردستاون 5,766 نسمة بحسب تعداد عام 2000، وبلغ عدد الأسر 2,172 أسرة وعدد العائلات 1,438 عائلة مقيمة في المدينة. في حين سجلت الكثافة السكانية 610.2 نسمة لكل كيلومتر مربع (1,580.4/ميل2). وبلغ عدد الوحدات السكنية 2,339 وحدة بمتوسط كثافة قدره 247.5 لكل كيلومتر مربع (641.0/ميل2).
وتوزع التركيب العرقي للمدينة بنسبة 90.76% من البيض و0.87% من الأمريكيين الأفارقة و0.23% من الأمريكيين الأصليين و0.33% من الأمريكيين ذوي الأصول الآسيوية و0.05% من سكان جزر المحيط الهادئ و7.01% من الأعراق الأخرى و0.76% من عرقين مختلطين أو أكثر و17.90% من الهسبانيون أو اللاتينيون من أي عرق.
بلغ عدد الأسر 2,172 أسرة كانت نسبة 36% منها لديها أطفال تحت سن الثامنة عشر تعيش معهم، وبلغت نسبة الأزواج القاطنين مع بعضهم البعض 49.1% من أصل المجموع الكلي للأسر، ونسبة 11.8% من الأسر كان لديها معيلات من الإناث دون وجود شريك، بينما كانت نسبة 5.3% من الأسر لديها معيلون من الذكور دون وجود شريكة وكانت نسبة 33.8% من غير العائلات. تألفت نسبة 28.2% من أصل جميع الأسر من عدة أفراد يعيشون في نفس المنزل ونسبة 14.4% كانت تتألف من شخص يعيش بمفرده يبلغ من العمر 65 عاماً أو أكثر. وبلغ متوسط حجم الأسرة المعيشية 2.59، أما متوسط حجم العائلات فبلغ 3.11.
بلغ العمر الوسطي للسكان 34.4 عاماً. وكانت نسبة 26.1% من القاطنين تحت سن الثامنة عشر، وكانت نسبة 9.8% بين الثامنة عشر والرابعة والعشرين عاماً، ونسبة 28.9% كانت واقعةً في الفئة العمرية ما بين الخامسة والعشرين والرابعة والأربعين عاماً، ونسبة 19.1% كانت ما بين الخامسة والأربعين والرابعة والستين، ونسبة 13.5% كانت ضمن فئة الخامسة والستين عاماً فما فوق. يوجد لكل 100 أنثى 101.0 ذكر، ويوجد لكل 100 أنثى في الثامنة عشر من عمرها فما فوق 97.8 ذكر.
بلغ متوسط دخل الأسرة في المدينة 29,104 دولارًا، أما متوسط دخل العائلة فبلغ 31,951 دولارًا. وكان متوسط دخل الذكور 25,481 دولارًا مقابل 20,054 دولارًا للإناث. وسجل دخل الفرد الخاص بالمدينة 13,777 دولارًا. وكانت نسبة 17% من العائلات ونسبة 19.8% من السكان تحت خط الفقر، وكان من هؤلاء نسبة 24.8% تحت سن الثامنة عشر ونسبة 8.1% في الخامسة والستين من العمر وما فوق.

### تعداد عام 2010
بلغ عدد سكان بيردستاون 6,123 نسمة بحسب تعداد عام 2010، وبلغ عدد الأسر 2,177 أسرة وعدد العائلات 1,449 عائلة مقيمة في المدينة. في حين سجلت الكثافة السكانية 647.9 نسمة لكل كيلومتر مربع (1,678.1/ميل2). وبلغ عدد الوحدات السكنية 2,378 وحدة بمتوسط كثافة قدره 251.6 لكل كيلومتر مربع (651.6/ميل2).
وتوزع التركيب العرقي للمدينة بنسبة 74.73% من البيض و5.88% من الأمريكيين الأفارقة و0.42% من الأمريكيين الأصليين و0.34% من الأمريكيين ذوي الأصول الآسيوية و0.02% من سكان جزر المحيط الهادئ و16.54% من الأعراق الأخرى و2.06% من عرقين مختلطين أو أكثر و32.57% من الهسبانيون أو اللاتينيون من أي عرق.
بلغ عدد الأسر 2,177 أسرة كانت نسبة 39.4% منها لديها أطفال تحت سن الثامنة عشر تعيش معهم، وبلغت نسبة الأزواج القاطنين مع بعضهم البعض 44.1% من أصل المجموع الكلي للأسر، ونسبة 14.7% من الأسر كان لديها معيلات من الإناث دون وجود شريك، بينما كانت نسبة 7.8% من الأسر لديها معيلون من الذكور دون وجود شريكة وكانت نسبة 33.4% من غير العائلات. تألفت نسبة 27.4% من أصل جميع الأسر من عدة أفراد يعيشون في نفس المنزل ونسبة 11.8% كانت تتألف من شخص يعيش بمفرده يبلغ من العمر 65 عاماً أو أكثر. وبلغ متوسط حجم الأسرة المعيشية 2.75، أما متوسط حجم العائلات فبلغ 3.30.
بلغ العمر الوسطي للسكان 34.1 عاماً. وكانت نسبة 27.9% من القاطنين تحت سن الثامنة عشر، وكانت نسبة 9.9% بين الثامنة عشر والرابعة والعشرين عاماً، ونسبة 27.1% كانت واقعةً في الفئة العمرية ما بين الخامسة والعشرين والرابعة والأربعين عاماً، ونسبة 22% كانت ما بين الخامسة والأربعين والرابعة والستين، ونسبة 13.2% كانت ضمن فئة الخامسة والستين عاماً فما فوق. وتوزع التركيب الجنسي للسكان بنسبة 50.7% ذكور و49.3% إناث.

## أعلام
- أندرو س. ماكلولين
- ريتشارد هنري ميلز
- والتر فلانيجان
- جيسي والاس
- جانيس أوهارا